# Tadeusz Kondrusiewicz
Mons. Tadeusz Kondrusiewicz (* 3. ledna 1946 Adelsk) je běloruský římskokatolický kněz a emeritní arcibiskup minsko-mohylevský.

## Životopis

### Mládí a studia
Narodil se 3. ledna 1946 v Adelsku, v polské rodině jako syn Ignacego Kondrusiewicza a Anny Kondrusiewiczové.
Roku 1962 po ukončení střední školy, začal studovat na Katedře fyziky a matematiky Grodnoského pedagogického institutu. Poté byl vyloučen ze školy z náboženských důvodů. Roku 1964 začal studovat na Katedře energetiky a konstruování Leningradské polytechniky. Roku 1970 se stal strojním inženýrem.
Po těchto studiích začal pracovat ve Vilniuské strojní továrně, kde zpočátku pracoval jako montér a poté jako konstruktér.
Roku 1976 vstoupil do Kaunaského semináře. Kněžské svěcení přijal 31. května 1981 z rukou biskupa Liudase Povilonise. Roku 1985 získal na Kaunsaké teologické fakultě licentiát s disertací Nauczanie konstytucji dogmatycznej o Kościele II Soboru Watykańskiego "Lumen gentium", a roku 1988 získal doktorát s dizertační prací na téma Pogłębienie nauki o Kościele w pracach i dokumentach II Soboru Watykańskiego.

### Kněz
V letech 1981–1986 byl farním vikářem ve Vilniusu, poté v Druskininkai (1986–1987). Pak se vrátil do Vilniusu, kde se stal vikářem kostela Svatého Ducha. Dne 13. února 1988 byl jmenován farářem ve dvou Grodských farností: Panny Marie Andělské a sv. Františka Xaverského.

### Apoštolský administrátor v Minsku
Dne 10. května 1989 byl papežem Janem Pavlem II. jmenován apoštolským administrátorem diecéze Minsk a titulárním biskupem z Hippo Diarrhytus. Biskupské svěcení přijal 20. října 1989 z rukou papeže Jana Pavla II. a spolusvětiteli byli arcibiskup Edward Idris Cassidy a arcibiskup Francesco Colasuonno. Jako biskup podporoval znovuzrození náboženského života v Bělorusku, v Grodnu otevřel Vyšší kněžský seminář, přispěl k otevření více než 100 kostelů, k vydání Římského misálu a katechismu v běloruštine.

### Apoštolský administrátor v Moskvě
Dne 13. dubna 1991 byl jmenován apoštolským administrátorem latinských katolíků v evropské části Ruska. Vedl registraci apoštolské administratury v Ruské federaci, a tak získal status právnické osoby aby mohl legitimně působit. Přestavoval a rozšiřoval strukturu církve v Rusku. Byly otevřeny: Institut Katolické teologie svatého Tomáše Akvinského v Moskvě, Vyšší seminář Panny Marie Královny apoštolů (nejprve v Moskvě, poté převeden do Petrohradu). Bylo zahájeno vysílání Rádia Maria a díla Caritas.
V únoru 1999 byl zvolen předsedou Ruské biskupské konference (byl zvolen dvakrát; do roku 2006). Po zavedení nového správního rozdělení, byl 23. listopadu 1999 jmenován apoštolským administrátorem severní evropské části Ruska se sídlem v Moskvě.

### Arcibiskup Matky Boží v Moskvě
Dne 11. února 2002 papež Jan Pavel II. povýšil apoštolskou administraturu na metropolitní arcidiecézi Matky Boží v Moskvě a tak se stal jejím prvním arcibiskupem. Díky jeho úsilý se začaly vydávat informační a vzdělávací církevní publikace, vytvořil liturgickou komisi, odpovědnou za překlad liturgických textů do ruštiny, komisi pro katechismus a komisi pro rodinu.

### Arcibiskup v Minsku-Mohylevi
Dne 21. září 2007 jej papež Benedikt XVI. ustanovil metropolitním arcibiskupem Minsku–Mohilevy. Jeho nástupcem v Moskvě se stal Paolo Pezzi, bývalý rektor semináře v Petrohradě.
Dne 30. června 2011 byl jmenován apoštolským administrátorem diecéze Pinsk. Tímto zastoupil kardinála Kazimierze Świąteka. Tato funkce skončila 3. května 2012, kdy se stal novým biskupem Antoni Dziemianko.
V letech 1994/1999 byl členem Kongregace pro východní církve, a roku 2004 se stal členem Kongregace pro klérus a Papežské rady „Justitia et pax“. Roku 1996 se stal členem speciální Rady biskupského synodu.
V důsledku politických nepokojů a protestů mu režim diktátora Lukašenka, proti kterému protestoval, nepovolil návrat do Běloruska z oslav Panny Marie Čenstochovské v Polsku, dne 31. srpna 2020 byl zastaven na hranicích. 
Po dosažení věkového limitu 75 let, dne 3. ledna 2021, podal svou demisi do rukou papeže Františka, který ji okamžitě přijal. Administrátorem arcidiecéze se stal Mons. Kazimierz Wielikosielec, pomocný biskup v Pinsku.

## Vyznamenání

### Doktoráty honoris causa
- St. Mary’s Seminary and University v Baltimoru (2. března 1993)
- Americká katolická univerzita ve Washingtonu (8. března 1993)
- Katolická univerzita v Lublinu 25. září 2008)